# Francesco Turini
Francesco Turini (Praga, 1589 circa – Brescia, 1656) è stato un compositore e organista italiano.

## Biografia
Figlio di Gregorio nacque a Praga. Fu allievo del padre e seguì le orme paterne divenendo un musicista. Dopo la prematura morte del padre, nel 1601, a 12 anni divenne organista presso la corte dell'imperatore Rodolfo II d'Asburgo. In seguito, prestò servizio a Venezia, nel 1620 divenne organista della cattedrale di Brescia.
Scrisse madrigali, mottetti, messe, e sonate a tre per due violini e basso continuo. I suoi tre libri di madrigali (1621-1629), con due parti di violino, sono tra le prime opere vocali da camera in stile concertato. Il primo libro contiene anche alcune delle prime sonate a tre. Turini fu tra i primi compositori a usare il termine "cantata". Händel impiega un tema di una messa di Turini a guisa di canone, per una fuga in Sib maggiore. 
Morì a Brescia.

## Opere
- Madrigali a Una due, tre Voci con alcune sonate a tre, Libro Primo" (Venezia, 1621)
- Sonata a 2, Sonata a 3, Gagliarda ("È Tanto tempo hormai"), Sonata a 3 "Il Corisino" (Venezia, 1621)